# (668381) 2011 WJ157
(668381) 2011 WJ157 ist ein großes transneptunisches Objekt im Kuipergürtel, das bahndynamisch als resonantes Kuipergürtel-Objekt (1:6–Resonanz) oder als Scattered Disk Object (SDO) eingestuft wird. Aufgrund seiner Größe ist der Asteroid ein Zwergplanetenkandidat.

## Entdeckung
(668381) 2011 WJ157 wurde am 25. November 2011 von einem Astronomenteam, bestehend aus B. Gibson, T. Goggia, N. Primak, A. Schultz und M. Willman, im Rahmen des Pan-STARRS-Projekts mit dem 1,8-m-Ritchey-Chretien-Teleskop (PS1) am Haleakalā-Observatorium (Maui) entdeckt. Die Entdeckung wurde am 26. Juli 2016 bekanntgegeben.
Nach seiner Entdeckung ließ sich (668381) 2011 WJ157 auf Fotos bis zum 26. Februar 2010, die ebenfalls im Rahmen des Pan-STARRS-Programmes gemacht wurden, zurückgehend identifizieren und so seinen Beobachtungszeitraum um 21 Monate verlängern, um so seine Umlaufbahn genauer zu berechnen. Im September 2018 lagen insgesamt 50 Beobachtungen über einen Zeitraum von 6 Jahren vor. Die bisher letzte Beobachtung wurde im Februar 2016 wiederum am Pan-STARRS-Teleskop durchgeführt. (Stand 26. Februar 2019)

## Eigenschaften

### Umlaufbahn
(668381) 2011 WJ157 umkreist die Sonne in 969,29 Jahren auf einer stark elliptischen Umlaufbahn zwischen 37,39 AE und 158,49 AE Abstand zu deren Zentrum. Die Bahnexzentrizität beträgt 0,618, die Bahn ist 27,15° gegenüber der Ekliptik geneigt. Derzeit ist der Planetoid 39,80 AE von der Sonne entfernt. Das Perihel durchläuft er das nächste Mal 2036, der letzte Periheldurchlauf dürfte also im Jahre 1066 erfolgt sein.
Marc Buie (DES) klassifiziert den Planetoiden als RKBO (1:6-Resonanz mit Neptun), während das Minor Planet Center ihn als SDO und allgemein als «Distant Object» einordnet.

### Größe
Derzeit wird von einem Durchmesser von etwa 468 km ausgegangen, basierend auf einem Rückstrahlvermögen von 7 % und einer absoluten Helligkeit von 5,3 m. Ausgehend von einem Durchmesser von 468 km ergibt sich eine Gesamtoberfläche von etwa 688.000 km². Die scheinbare Helligkeit von (668381) 2011 WJ157 beträgt 21,14 m.
Da anzunehmen ist, dass sich (668381) 2011 WJ157 aufgrund seiner Größe im hydrostatischen Gleichgewicht befindet und somit weitgehend rund sein muss, sollte er die Kriterien für eine Einstufung als Zwergplanet erfüllen. Mike Brown geht davon aus, dass es sich bei (668381) 2011 WJ157 um möglicherweise einen Zwergplaneten handelt.
| Jahr                                         | Abmessungen km | Quelle   |
| -------------------------------------------- | -------------- | -------- |
| 2018                                         | 443,0          | Johnston |
| 2018                                         | 468,0          | Brown    |
| Die präziseste Bestimmung ist fett markiert. |                |          |